# Ljusbukig manakin
Ljusbukig manakin (Neopelma pallescens) är en fågel i familjen manakiner inom ordningen tättingar.

## Utbredning och systematik
Fågeln förekommer i nedre Amazonområdet i Brasilien, centrala och östra Brasilien och nordöstra Bolivia. Den behandlas som monotypisk, det vill säga att den inte delas in i några underarter.

## Status
IUCN kategoriserar arten som livskraftig.